# روبرت ب. لامونت
روبرت ب. لامونت (بالإنجليزية: Robert P. Lamont)‏ (و. 1867 – 1948 م) هو سياسي من الولايات المتحدة الأمريكية ولد في ديترويت، ميشيغان.

## التعليم
تعلم في جامعة ميشيغان.

## روابط خارجية
- روبرت ب. لامونت على موقع إن إن دي بي (الإنجليزية)